# Partito Socialista (Belgio)
Il Partito Socialista (in francese Parti Socialiste, PS) è un partito politico belga di centro-sinistra attivo nella Comunità francofona.
Il PS è un partito socialdemocratico, membro del Partito Socialista Europeo e dell'Internazionale Socialista. Leader attuale è il sindaco di Charleroi, Paul Magnette.
Nella Comunità fiamminga il pensiero politico socialdemocratico è rappresentato dal partito Vooruit. I due partiti si formarono nel 1978 dalla scissione del Partito Socialista Belga.

## Storia

### Le origini

#### Il Partito Operaio Belga (1885-1940)
Il Partito Operaio Belga (POB) (Parti ouvrier belge (POB) in Vallonia, Belgische Werkliedenpartij (BWP) nelle Fiandre) venne fondato nel 1885 a Bruxelles, quale fusione di oltre cento tra movimenti ed associazioni operai. Negli anni '90 del XIX secolo, il POB si impegnò per l'introduzione del suffragio universale e per la costituzione di cooperative e mutue operai. Nel 1894 venne approvata la Carta di Quaregnon, dal nome della città dove fu firmata, che definì i valori del partito. Il POB si presentò come il partito di tutti gli oppressi e gli sfruttati. Nello stesso anno i primi deputati socialisti entrarono in Parlamento. Nel 1916, gli "operaisti" presero, per la prima volta, parte al governo.
Nel 1919 venne introdotto il suffragio universale ed il POB ottenne ben 70 deputati. Nel 1921, come il Partito Socialista Italiano, anche quello belga subì una scissione ad opera della componente massimalista, che diede vita al Partito Comunista del Belgio. Nel 1925 il POB divenne il primo partito belga e si alleò con i deputati "cristiano-democratici" del Partito cattolico. Dopo un breve tripartito, il POB ritornò all'opposizione nel 1935.
Nel 1936 il governo belga decise la neutralità del Paese nello scontro tra Anglo-Francesi e Tedeschi. Dopo lo scoppio della Seconda guerra mondiale, il Belgio, nel 1940, venne invaso ed il re Leopoldo III decise di arrendersi senza condizioni. Il segretario del POB, Henri de Man, sciogliendo il partito, invitò gli iscritti ad allinearsi alla politica del re. Molti militanti, però, preferirono dedicarsi alla resistenza all'occupazione nazista.

#### Il Partito Socialista Belga (1945-1978)
Nel 1945, alla fine della guerra, venne fondato il Partito Socialista Belga (PSB). Dopo l'abdicazione di Leopoldo III, il Belgio si divise soprattutto in materia di politiche sociali e scolastiche. Il partito cattolico, al governo dal 1950 al 1954, favorì decisamente l'insegnamento privatistico, mentre i socialisti, succeduti al governo, preferirono l'insegnamento pubblico.
Nel anni '60, invece, cominciarono a farsi sentire i "problemi linguistici e nazionalistici". Il Belgio doveva riuscire ad equilibrare i rapporti tra le due "nazionalità", quella vallona e quella fiamminga. Anche i socialisti vissero queste profonde divisioni, che portarono, nel 1968, alla nascita di Rode Leeuwen (Linea Rossa), un partito socialista fiammingo in aperta contrapposizione con il PSB, da sempre unitario.
Negli anni '70, i socialisti si impegnarono per assicurare al Belgio una soluzione "comunitaria e regionalistica", per superare le divisioni linguistico-culturali. I fiamminghi ottennero l'autonomia culturale richiesta, mentre i valloni non riuscirono ad ottenere quella economica. Questa situazione acuì le divisioni linguistiche interne ai vari partiti, compreso quello socialista. Tali divisioni culmineranno, nel 1978, con la scissione tra Parti Socialiste (Vallonia e Bruxelles) e Socialistische Partij (Fiandre e Bruxelles).

### Dal 1978 ad oggi

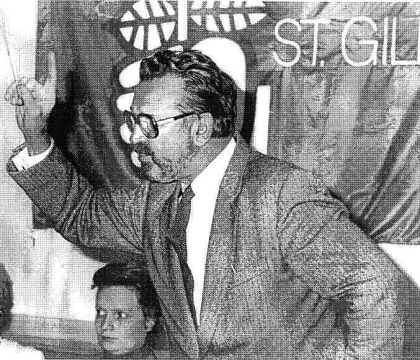
André Cools, primo presidente del PS

Il PS fu al governo fino al 1981 e di nuovo dal 1988, insieme al Partito Popolare Cristiano (fiammingo) e al Partito Cristiano Sociale (francofono). In questi anni il PS si impegnò per accentuare la natura federale dello Stato e per garantire pari possibilità alle varie comunità linguistiche. Nel 1993 il PS contribuì all'istituzione della Regione di Bruxelles-Capitale. Alle elezioni del 1995 il governo uscente fu confermato, ma il PS ottenne l'11,9% dei voti, dato ulteriormente peggiorato nel 1999 (10,2%). Nel 2003 il PS conseguì il 13% dei voti ed entrò a far parte del governo guidato dal liberale Guy Verhofstadt (VLD).
Nelle elezioni per la Regione di Bruxelles, il PS nel 1999 ottenne il 16% ed ottenne 13 seggi. Nel 2003 il partito ha avuto un consistente incremento dei voti, giungendo al 28,8% dei voti e conquistando 26 seggi, tanto da aver espresso il capo del governo con Charles Picqué.
Anche in Vallonia il PS esprime l'attuale capo del governo con il proprio presidente Elio di Rupo. Alle elezioni del 2004, il PS confermò di essere il primo partito della regione con il 36,9% dei voti, contro il 29,5% del 1999.
Alle politiche del 2007, i socialisti valloni hanno visto calare i propri consensi ed hanno perso il primato in termini di seggi sia a livello nazionale, che regionale. Il PS è sceso dal 13 al 10,9%, da 25 a 20 seggi.

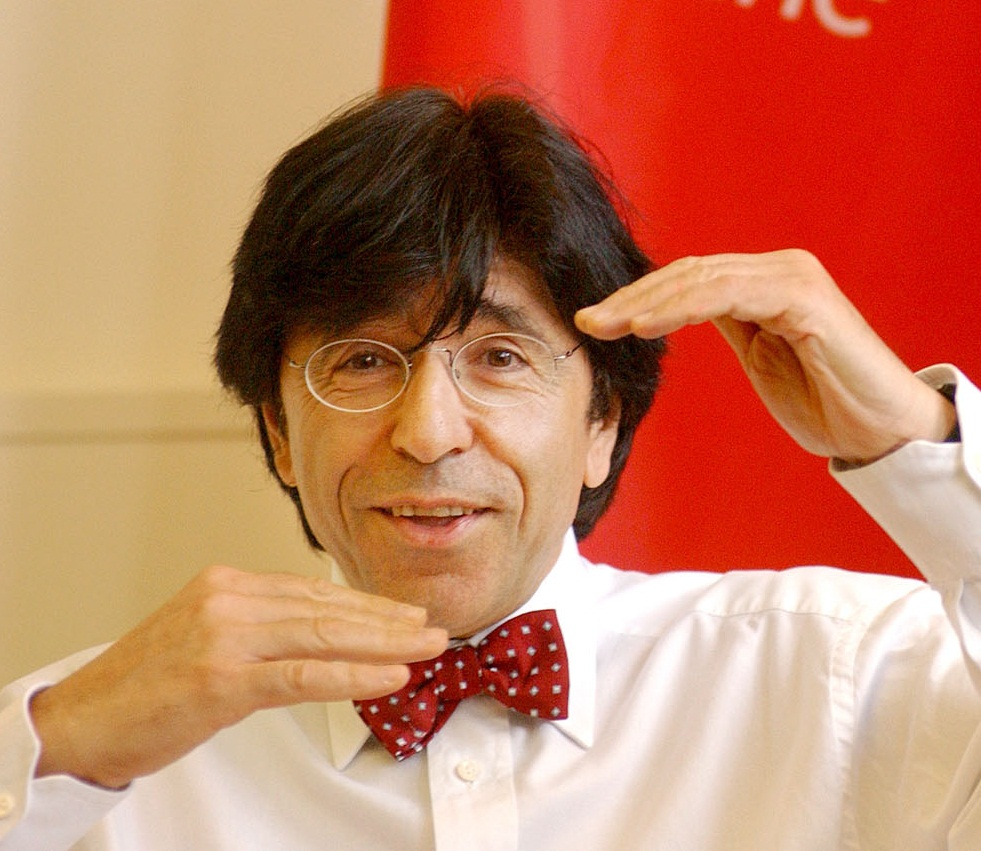
Elio Di Rupo, Primo ministro del Belgio dal 2011 al 2014

Il 6 dicembre 2011, il presidente del partito, Elio Di Rupo, viene nominato Primo ministro dopo 541 giorni di trattative per la formazione di un governo.

## Ideologia
Il Partito Socialista (PS) si presenta come un partito di sinistra, impegnato a favore delle persone più deboli della società. Il partito basa la sua azione politica sui valori socialisti tradizionali come l'uguaglianza, la giustizia sociale, la solidarietà internazionale e la libertà per tutti. Per il PS il lavoro è la chiave dell'emancipazione, a condizione che esso sia fattibile per tutti.

## Scandali legati al Partito Socialista
Il Partito Socialista viene criticato per il ripetuto coinvolgimento di molti dei suoi iscritti, deputati o funzionari pubblici, in casi di corruzione, pratiche "degne della mafia", scandali o addirittura questioni di moralità..

## Presidenti

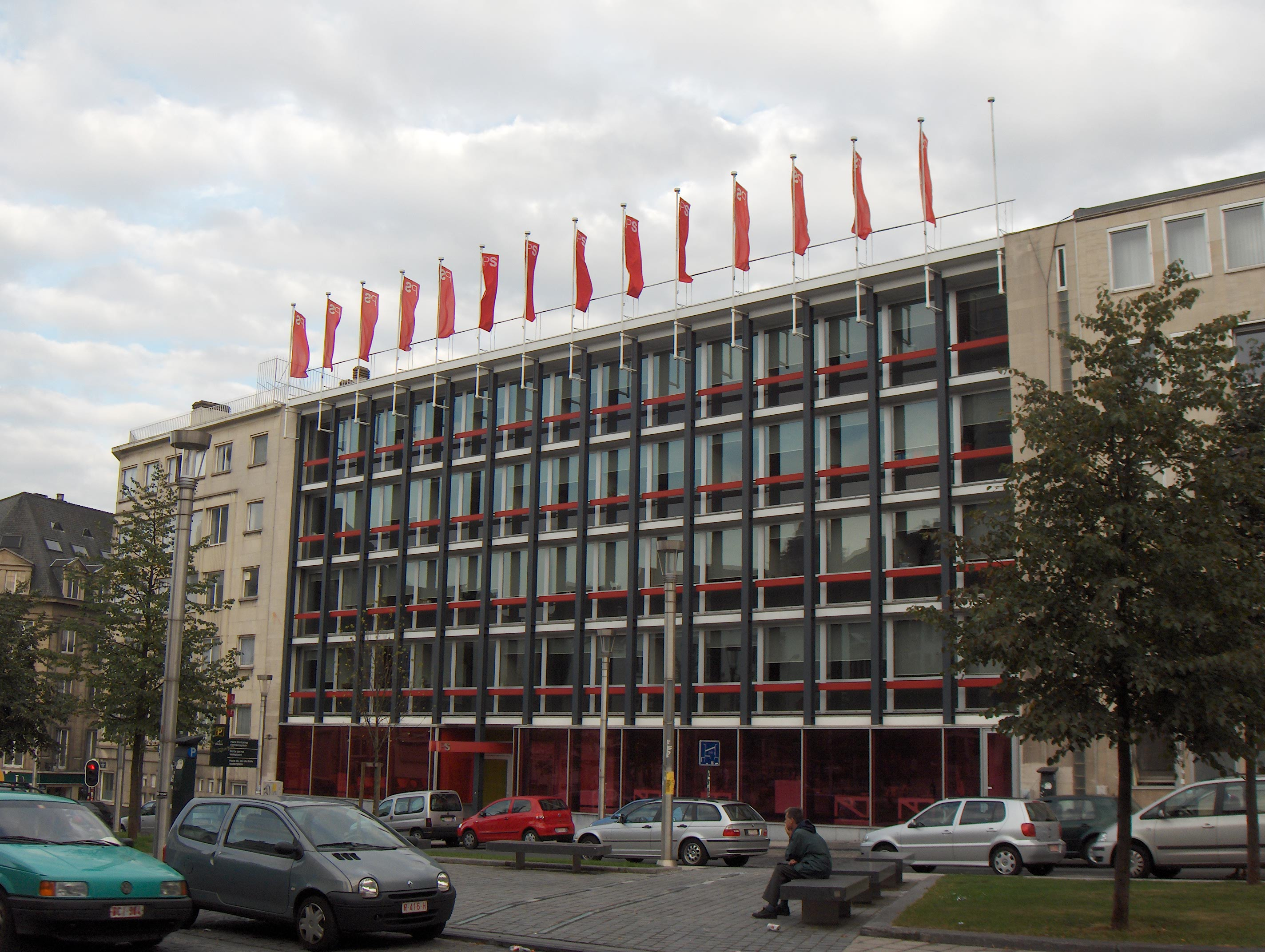
Sede centrale del PS a Bruxelles (2006)

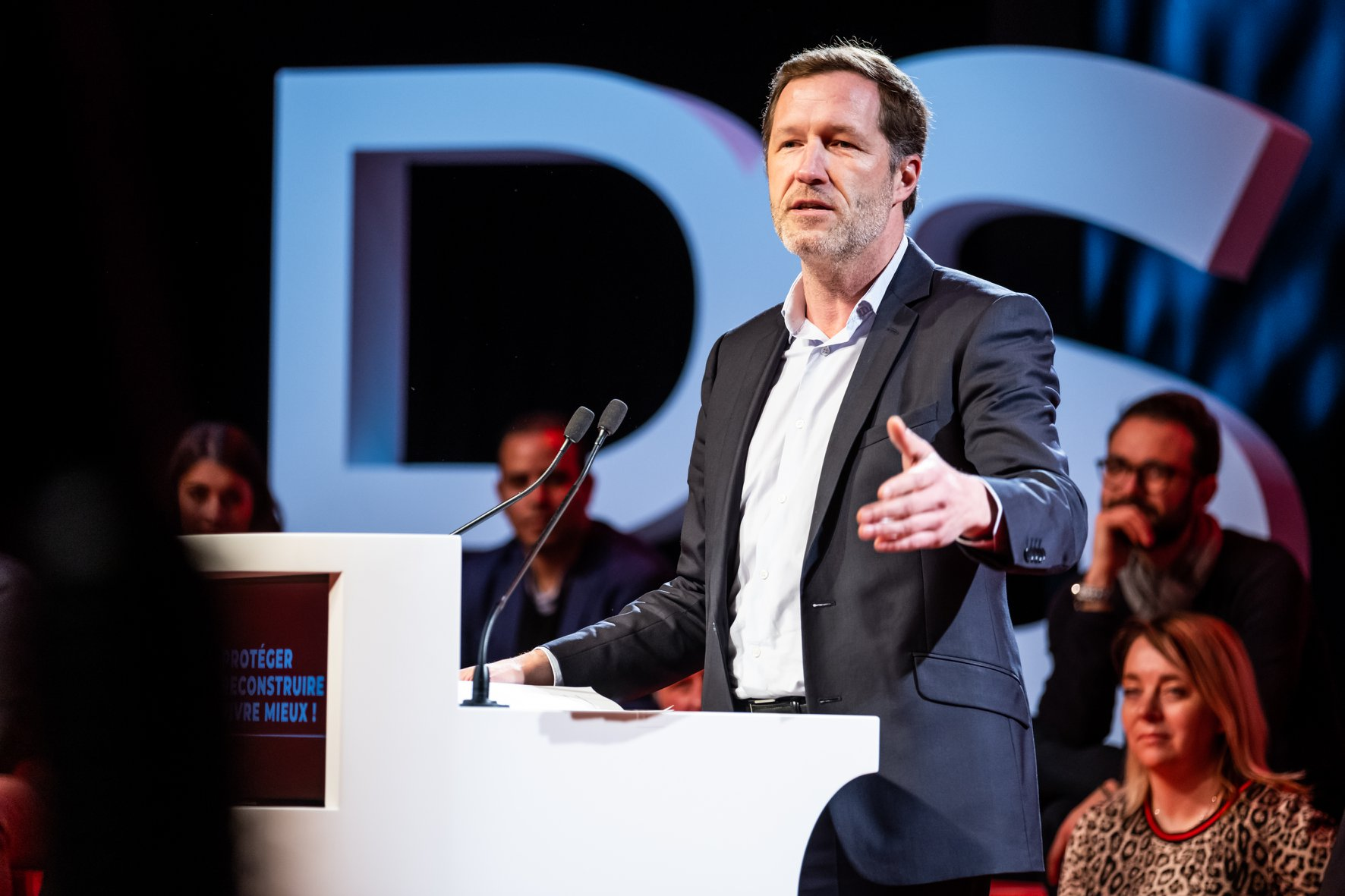
Paul Magnette durante la campagna elettorale del 2018.

| Presidente       | Periodo                             | Note |
| ---------------- | ----------------------------------- | --- |
| André Cools      | 26 novembre 1978 – 22 febbraio 1981 | Rieletto il 27 gennaio 1979. |
| Guy Spitaels     | 22 febbraio 1981 – 25 gennaio 1992  | Eletto il 22 febbraio 1981, rieletto il 5 febbraio 1983, 16 febbraio 1985, 14 febbraio 1987, 19 febbraio 1989 e 19 gennaio 1991. |
| Philippe Busquin | 25 gennaio 1992 – 23 ottobre 1999   | Eletto il 25 gennaio 1992, rieletto il 13 febbraio 1993, 12 marzo 1994, 18 febbraio 1995 e 1º marzo 1997. |
| Elio Di Rupo     | 23 ottobre 1999 – 20 ottobre 2019   | Eletto il 9 ottobre 1999, insediato ufficialmente il 23 ottobre 1999. Rieletto il 27 settembre 2003, 11 luglio 2007, 28 maggio 2011 e 11 ottobre 2014. Le sue funzioni di presidente sono state assunte durante il suo mandato da Thierry Giet (dal 6 dicembre 2011 al 17 gennaio 2013) e Paul Magnette (dal 17 gennaio 2013 al 22 luglio 2014). |
| Thierry Giet     | 6 dicembre 2011 – 17 gennaio 2013   | Presidente ad interim. |
| Paul Magnette    | 17 gennaio 2013 – 22 luglio 2014    | Presidente ad interim. |
| Paul Magnette    | 20 ottobre 2019 – in carica         | Eletto il 20 ottobre 2019, rieletto l'11 marzo 2023. |

## Membri
- Bernard Anselme
- Marie Arena
- Éliane Tillieux
- Philippe Busquin
- Guy Coëme
- Robert Collignon
- André Cools
- Jean Cornil
- Joëlle Kapompole
- Michel Daerden
- Magda De Galan
- Véronique De Keyser
- Jean-Maurice Dehousse
- Jean-Marc Delizée
- Willy Demeyer
- Rudy Demotte
- Claude Desama
- Elio Di Rupo
- Claude Eerdekens
- André Flahaut
- Georges Dumortier
- André Frédéric
- Pierre Galand
- Paul Magnette
- Franco Seminara
- Éric Thiébaut
- Thierry Giet
- José Happart

- Emir Kir
- Fadila Laanan
- Karine Lalieux
- Roger Lallemand
- Edmond Leburton
- Anne-Marie Lizin
- Edmond Machtens
- Guy Mathot
- Charles Minet
- Philippe Moureaux
- Laurette Onkelinx
- Patrick Prévot
- Charles Picqué
- Henri Simonet
- Guy Spitaels
- Muriel Targnion
- Willy Taminiaux
- Freddy Thielemans
- Éric Tomas
- Jean-Claude Van Cauwenberghe
- Bruno Van Grootenbrulle
- Rudi Vervoort
- Christiane Vienne
- Yvan Ylieff
- Fabienne Winckel
- Stéphane Moreau
- Alain Mathot
- Philippe Close

## Nelle istituzioni

### Presidenti del Parlamento
| Presidenti del Parlamento in carica con affiliazioni PS | Presidenti del Parlamento in carica con affiliazioni PS | Presidenti del Parlamento in carica con affiliazioni PS | Presidenti del Parlamento in carica con affiliazioni PS |
| ------------------------------------------------------- | ------------------------------------------------------- | ------------------------------------------------------- | ------------------------------------------------------- |
| Philippe Courard                                        | Philippe Courard                                        | in carica dal 2014                                      | Vallonia                                                |
| Charles Picqué                                          | Charles Picqué                                          | in carica dal 2014                                      | Bruxelles-Capitale                                      |
| Karl-Heinz Lambertz                                     | Karl-Heinz Lambertz                                     | in carica 2014–2016, dal 2019                           | Comunità germanofona del Belgio                         |

Sono stati in passato membri del Partito Socialista e presidenti di un'assemblea parlamentare: *
| - Yvon Biefnot (WAL) - Willy Burgeon (WAL) - Robert Collignon (WAL) - André Cools (WAL) - Magda De Galan (BRU) - Freddy Deghilage (CG) - Georges Dejardin (CG) - Françoise Dupuis (BRU) - Valmy Féaux (WAL) - André Flahaut (Camera) | - José Happart (WAL) - Léon Hurez (WAL, CF) - Jean-François Istasse (CF) - Roger Lallemand (Senato) - Jean-Charles Luperto (CF) - Anne-Marie Lizin (Senato) - Irène Pétry (CF) - Isabelle Simonis (CF) - Louis Siquet (CG) - Guy Spitaels (WAL) | - Willy Taminiaux (WAL, CG) - Éric Tomas (BRU) |

* WAL: Vallonia, BRU: Regione di Bruxelles-Capitale, CF: Comunità francofona, CG: Comunità germanofona

### Ministri presidenti e ministri
Le seguenti persone sono o sono state membri del Partito Socialista / presidenti del Governo o del Parlamento di una comunità o regione e ministri di queste ultime: *
| - Antonios Antoniadis - Bernard Anselme - Philippe Busquin - André Cools - Philippe Courard - Guy Cudell - Michel Daerden - Magda De Galan - André Degroeve - Jean-Marc Delizée - Roger Delizée - Élie Deworme - Christian D’Hoogh - Didier Donfut - Christian Dupont | - Françoise Dupuis - Valmy Féaux - Julie Fernandez Fernandez - André Flahaut - Paul Furlan - François Guillaume - José Happart - Robert Hotyat - Jacques Hoyaux - Edgard Hismans - Léon Hurez - Alain Hutchinson - Emir Kir - Fadila Laanan - Jean-Pascal Labille | - Christophe Lacroix - Frédéric Laloux - Marcel Lejoly - Anne-Marie Lizin - Rachid Madrane - Paul Magnette - Philippe Mahoux - Jean-Claude Marcourt - Guy Mathot - Gilbert Mottard - Jacques Santkin - Henri Simonet - Isabelle Simonis - Willy Taminiaux - Marc Tarabella | - Éliane Tillieux - Éric Tomas - Robert Urbain - Alain Van der Biest - Yvan Ylieff |

- WAL: Vallonia, BRU: Regione di Bruxelles-Capitale, CF: Comunità francofona, CG: Comunità germanofona

Inoltre, le seguenti persone hanno servito come ministri o segretari di stato in un governo federale, comunitario o regionale o in un ramo esecutivo:
| - Antonios Antoniadis - Bernard Anselme - Philippe Busquin - André Cools - Philippe Courard - Guy Cudell - Michel Daerden - Magda De Galan - André Degroeve - Jean-Marc Delizée - Roger Delizée - Élie Deworme - Christian D’Hoogh - Didier Donfut - Christian Dupont | - Françoise Dupuis - Valmy Féaux - Julie Fernandez Fernandez - André Flahaut - Paul Furlan - François Guillaume - José Happart - Robert Hotyat - Jacques Hoyaux - Edgard Hismans - Léon Hurez - Alain Hutchinson - Emir Kir - Fadila Laanan - Jean-Pascal Labille | - Christophe Lacroix - Frédéric Laloux - Marcel Lejoly - Anne-Marie Lizin - Rachid Madrane - Paul Magnette - Philippe Mahoux - Jean-Claude Marcourt - Guy Mathot - Gilbert Mottard - Jacques Santkin - Henri Simonet - Isabelle Simonis - Willy Taminiaux - Marc Tarabella | - Éliane Tillieux - Éric Tomas - Robert Urbain - Alain Van der Biest - Yvan Ylieff |

## Simboli

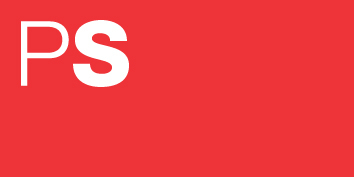
Vecchio logo PS (?)
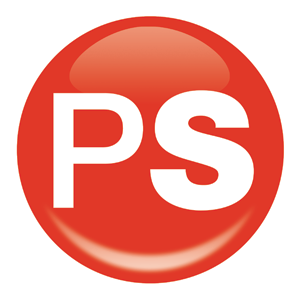
Vecchio logo PS (?)
Attuale logo PS (?)

## Risultati elettorali
| Elezione          | Voti    | %     | Seggi    |
| ----------------- | ------- | ----- | -------- |
| Parlamentari 1978 | 719.926 | 13,01 | 32 / 150 |
| Europee 1979      | 698.889 | 12,84 | 3 / 21   |
| Parlamentari 1981 | 765.055 | 12,70 | 35 / 150 |
| Europee 1984      | 762.293 | 13,32 | 5 / 21   |
| Parlamentari 1985 | 834.488 | 13,76 | 35 / 150 |
| Parlamentari 1987 | 961.361 | 15,66 | 40 / 150 |
| Europee 1989      | 854.207 | 14,48 | 5 / 21   |
| Parlamentari 1991 | 831.199 | 13,49 | 35 / 150 |
| Europee 1994      | 684.962 | 11,48 | 3 / 21   |
| Parlamentari 1995 | 720.819 | 11,87 | 21 / 150 |
| Parlamentari 1999 | 631.653 | 10,26 | 19 / 150 |
| Europee 1999      | 596.567 | 9,59  | 3 / 21   |
| Parlamentari 2003 | 855.992 | 13,02 | 25 / 150 |
| Europee 2004      | 878.577 | 13,54 | 4 / 21   |
| Parlamentari 2007 | 724.787 | 10,86 | 20 / 150 |
| Europee 2009      | 714.947 | 10,88 | 3 / 21   |
| Parlamentari 2010 | 894.543 | 13,71 | 26 / 150 |
| Parlamentari 2014 | 787.058 | 11,67 | 23 / 150 |
| Europee 2014      | 714.645 | 10,68 | 3 / 21   |
| Parlamentari 2019 | 641.623 | 9,46  | 20 / 150 |
| Europee 2019      | 655.812 | 9,74  | 2 / 21   |
| Parlamentari 2024 | 561.602 | 8,04  | 16 / 150 |
| Europee 2024      | 534.828 | 7,50  | 2 / 21   |